# 冷牟田竜之
冷牟田 竜之（ひやむた たつゆき、1962年2月14日 - ）は、日本の音楽家。DAD MOM GOD、ブルー・トニック、MORE THE MANなどで活動。東京スカパラダイスオーケストラの元メンバー。

## 経歴
福岡にてバンド「ハイヒール」を結成（パートはベース）。YAMAHA主催音楽コンテストの九州大会にてグランプリ受賞。
1984年、「ハイヒール」解散後、「ブルー・トニック&ザ・ガーデン」結成。
1987年、「ブルー・トニック」に改名しメジャー・デビュー。
1988年、「東京スカパラダイスオーケストラ」に参加。当時は代役でパーカッション、後にアルトサックスへ転向する。
1989年、「ブルー・トニック」解散。
1990年、「東京スカパラダイスオーケストラ」メジャー・デビュー。
1996年、ツアーで訪れていたタイ王国にて、バイクによる交通事故に遭い全身に重傷を負い、左足には後遺症が残る。
1997年、完治しないままライヴに早期復帰、そのまま療養のため休業。
1998年、DJクラブイベント「Taboo」を始動。東京スカパラダイスオーケストラへ復帰。
1999年、チバユウスケ、中村達也等とDJプロジェクト「Roc Brothers」を発足。
2008年7月17日、左足の治療専念のため、「東京スカパラダイスオーケストラ」を脱退。
2010年、自身によるソロプロジェクトバンドを結成し音楽活動を再開。4月、浅井健一のレーベル「SEXY STONES RECORDS」からアルバム『Poems like the Gun』をリリース。
2011年、アリオラジャパンよりアルバム『ISN'T IT DMG?』をリリース。またDJイベント「Taboo」を再開する。
2012年3月、スカバンド「THE MAN」を結成。12月、「ブルー・トニック」一夜限りの再結成。
2015年、「ブルー・トニック」が本格的に活動開始。
2016年2月21日、「THE MAN」活動休止。3月31日、「MORE THE MAN」結成。。
2021年、PULPを結成。

## 人物
スカパラでは、リーダーASA-CHANG（1963年7月生まれ）の脱退や、ボーカルのクリーンヘッド・ギムラ（1962年6月生まれ）の死などを乗り越え「スカパラの若大将（実際は1962年2月生まれで先述の2人よりも年長）」として、アルバム制作を主導し、「火の玉ジャイヴ」の作曲、「ルパン三世'78」のカバー選曲など、バンドを引っ張ってきた。

## 音楽活動

### DAD MOM GOD
ダッド・マム・ゴッド。2009年に活動開始したソロプロジェクト。
メンバー個々の活動が活発化となり、うまく集まれなくなったことで活動休止。
これまでの参加メンバー
- 冷牟田竜之 (Agitate-man / Guitar / Alto Sax)
- ウエノコウジ (Bass - the HIATUS)
- 池畑潤二 (Drums - ROCK'N'ROLL GYPSIES)
- タブゾンビ (Trumpet - SOIL&"PIMP"SESSIONS)
- 田中邦和 (Tener Sax - Sembello)
- 青木ケイタ (Baritone Sax, Flute - TRIBECKER)
- 中村達也 (Drums - LOSALIOS)
- 森雅樹 (Guitar - EGO-WRAPPIN')
- 武田カオリ (Vocal)
- 會田茂一 (Guitar - 髭(HiGE))

### THE MAN
ザ・マン。男臭いスカサウンドをベースにした8人編成によるスカバンド。
主要メンバー脱退に伴い解散。
メンバー
- 冷牟田竜之 (Agitate-man / Alto Sax)
- 青木ケイタ (Baritone Sax, Flute)
- 飯川賢 (Trumpet)
- 寺谷光 (Trombone、2013年頃に加入)
- 中村和輝 (Guitar)
- 加藤洋平 (Key)
- 二本木潤 (Bass、2015年頃に脱退)
- 伊藤隆郎 (Drums)
- 増井朗人 (Tormbone、脱退)

### MORE THE MAN
メンバー脱退に伴い休止。
- 冷牟田竜之 (Agitate-man / Alto Sax)
- 只熊 良介 (Drums)
- 丸山 力巨 (Guitar)
- 梅田 誠志 (Bass)
- 片岡 大揮 (Key)
- 元晴(sax) ex.SOIL &”PIMP”SESSIONS
- 小池隼人 (Tormbone)
- Ohyama"B.M.W"Wataru (Trumpet、サポート) ex PE’Z

## PAINT
- 冷牟田竜之
- MAGUMI（レピッシュ）
- 杉本 恭一（レピッシュ）
- tatsu（レピッシュ）
- 青木ケイタ（Baritone Sax）
- YOSHIO（tb）
- 荒木 玲（dr）

## ディスコグラフィー
DAD MOM GOD
1. Poems like the Gun (2010.4.18 - Sexy Stones Records)
2. ISN'T IT DMG? (2012.4.20 - Ariola Japan)